# Помни воскресенье
«Помни воскресенье» (англ. Remember Sunday) — американский драматический телефильм 2013 года режиссёра Джеффа Блекнера о молодом человеке, страдающем кратковременной потерей памяти. В главных ролях — Алексис Бледел и звезда телесериалов «Клава, давай!» и «Чак» Захари Леви. 
Премьера состоялась 21 апреля 2013 года в США.

## Сюжет
Молодая привлекательная девушка Молли (Алексис Бледел), студентка колледжа, и официантка на подработке, знакомится с парнем по имени Гас (Захари Леви), который работает в магазине ювелирных украшений. Романтическое знакомство и дальнейшие встречи наводят девушку на мысли о том, что наконец-то в её жизни появился замечательный человек, ведь до этого ей постоянно попадались не те парни. Но когда она присматривается к нему поближе, понимает, что с ним что-то не так. Он рассеянный, а временами забывчивый. Блестящий учёный, страдающий аневризмой, редким заболеванием, при котором нейтрализуется часть мозга, ответственная за кратковременную память. Гас каждое утро натыкается на приготовленный файл с надписью «Прочитай меня», выступающий чем-то вроде части системы поддержки, разработанной в частности его любящей сестрой Люси (Мерритт Уивер).
Таким образом, для теряющего память Гаса знакомство с Молли обещает смесь самых разных эмоций. Новый день для него как начало новой жизни. Видя любимую девушку, ему предстоит задавать вопрос, кто она такая. Но и это — шанс каждый день влюбляться в неё снова и снова.

## В ролях
- Алексис Бледел — Молли
- Захари Леви — Гас
- Мерритт Уивер — Люси
- Валери Эзлинн — Джолин
- Дэвид Хоффман — Джерри
- Джерри Эдлер — Сэм
- Энн Маккензи — Ардис
- Дэна Гурье — Бернадетт
- Лариса Олейник — Лорен
- Барри Шабака Хенли — баптист

## Факты
- Слоган фильма — «Кто сказал, что ты не можешь влюбляться каждый день?»
- Джефф Блекнер является режиссёром известных телесериалов «Юристы Бостона», «Касл», «Частная практика».
- Съёмки картины проходили в штате Луизиана, США.

## Критика и отзывы
Фильм получил в основном положительные отзывы. На сайте «Rotten Tomatoes» он имеет 71 % голосов и общий рейтинг 3,6 из 5 баллов.

## Мировой релиз
- США — 21 апреля 2013 года — премьера фильма на американском телеканале ABC[5]
- Италия — 15 сентября 2013 года